# 中華人民共和國資訊戰
中華人民共和國資訊戰是指中国人民解放军內部實施的信息戰战术。2008年中國國防白皮書中提出，信息化戰爭包括使用信息化武器和力量，包括戰場管理系統、精确制导武器和技術輔助指揮與控制。然而，一些媒體和分析報告也使用這個詞來描述中華人民共和國政府的政治和間諜活動。
2024年04月，中國軍事重組,將中央軍事委員會轄下的「戰略支援部隊」分拆為3支部隊:军事航天部队、網路空間部隊, 及新成立「信息支援部隊」。

## 參看
- 認知作戰
- 臺灣親中共派
- 中华人民共和国政治宣传